# آنجا همان ساعت
آنجا همان ساعت فیلمی به تهیه‌کنندگی و کارگردانی سیروس الوند و محصول سال ۱۳۹۷ است. در ضمن هادی قندی هم به عنوان مجری طرح و سرمایه‌گذار با سیروس الوند همکاری می‌کند.
این فیلم عنوان یکی از فیلم‌های رزرو بخش سودای سیمرغ جشنواره فیلم فجر سی و هفتم معرفی شد.

## خلاصه فیلم
رعنا (معلم مقطع ابتدایی) و امیر (کارگر کارگاه بلور سازی) زندگی عاشقانه خود را در محله قدیمی، در حاشیه شهر آغاز کرده‌اند غافل از آنکه شیطنتی جنون آمیز خوشبختی ساده آن‌ها را نشانه گرفته است.

## بازیگران
- پرویز پرستویی[۵]
- ماهور الوند
- شهرام حقیقت‌دوست[۶]
- سعید پیردوست
- امیرحسین فتحی[۷]
- شاهرخ فروتنیان
- یوسف فروتن[۸]
- فاطمه خانوردی
- احسان کاردان
- داریوش آهنچیان

هدیه بازوند